# بادي فيلان
بادي فيلان (9 فبراير 1938 في المملكة المتحدة - 1 يوليو 2016) (بالإنجليزية: Paddy Phelan)‏ هو لاعب كريكت بريطاني. لعب مع نادي مقاطعة ساسكس للكريكت ‏.

## وصلات خارجية
- بادي فيلان على موقع إي آس بي آن كريك إنفو (الإنجليزية)